# Dangerous Lies
Dangerous Lies ist ein US-amerikanischer Thriller von Michael M. Scott aus dem Jahr 2020. Es handelt sich um eine Produktion der Streaming-Plattform Netflix, die am 30. April 2020 veröffentlicht wurde. Camila Mendes und Jessie Usher sind in den Hauptrollen eines Paares besetzt, das durch eine Erbschaft in einen Strudel von Betrug und Gefahr hineingezogen wird.

## Handlung
Bei einem schrecklichen Überfall auf das in Chicago ansässige Smile Diner, in dem Katie Franklin arbeitet, kann ihr Ehemann Adam Kettner den Angreifer überwältigen. Einer der Kellner des Restaurants überlebt den Überfall jedoch nicht. In der Zeitung ist die Rede von einer Bande von Diamantenräubern, auf deren Konto auch dieser Überfall gehen soll.
Vier Monate sind vergangen, Katie, die ihr Medizinstudium wegen des Studiums ihres Mannes abgebrochen hat, arbeitet inzwischen als Pflegerin und Hilfe für den alten sehr wohlhabenden Leonard Wellesley, um sich und ihren Mann über Wasser halten zu können, da Adam, der noch studiert, keinen Job findet. George Calverns Agentur hat sie dorthin vermittelt. Leonard mag Katie von Anfang an und möchte sie und ihren Mann, als er von den Geldsorgen des Paares erfährt, finanziell unterstützen. Katie ist jedoch zu stolz, Hilfe einfach so anzunehmen und bittet Leonard stattdessen, Adam als Gärtner einzustellen. Der alte Herr erfüllt ihr diesen Wunsch sehr gern.
Völlig unerwartet stirbt Leonard. Kurz nach seinem Tod finden Katie und Adam auf dem Dachboden des Anwesens jede Menge Bargeld und beschließen, niemandem von diesem Fund zu erzählen und das Geld zu behalten. Als Adam gerade dabei beschäftigt ist, das gefundene Geld zu zählen, hört er Geräusche im Haus und wird kurz darauf von hinten niedergeschlagen. Er wacht erst wieder auf, als sein Handy klingelt. Als Katie wissen will, auf welchen Betrag sich die Summe der Geldscheine belaufe, meint er, er habe bis 92.000 gezählt, es wäre aber mehr gewesen. Das Paar beschließt, das Geld in einem Schließfach der Bank aufzubewahren.
Zu Katies und Adams großer Überraschung teilt ihnen die Anwältin Julia Byron-Kim mit, dass der Verstorbene ein Testament bei ihr hinterlegt habe, worin er Katie zur Alleinerbin seines Anwesens sowie seines gesamten Vermögens eingesetzt habe. Das wiederum legitimiert den plötzlichen Geldsegen. Doch das Glücksgefühl kann das Paar nur kurz ausleben, denn alsbald geraten Katie und Adam in ein gefährliches Netz aus Lügen, Mord und Verrat, was ihre Ehe vor besondere Herausforderungen stellt. So findet Katie nicht nur den ehemaligen Gärtner Doyle, der auf einmal verschwunden war, wie ihr Leonard erzählt hatte, erschossen in einem versteckten Winkel über einem Raum der Garage, sondern auch ein Säckchen mit Diamanten. Bei der Leiche findet sie auch einen nicht eingelösen Scheck auf Doyles Namen. Katie möchte zwar am liebsten sofort die Polizei einschalten, Adam ist jedoch strikt dagegen. Als Adam eines Abends Geräusche im Haus hört und nachschaut, erschrickt sich George Calvern, um ihn handelt es sich, derart, dass er die Treppe hinunterstürzt und den Tod findet.
Adam findet heraus, dass der angebliche Makler Mickey Hayden gar kein Makler ist, sondern vor etlicher Zeit ein Juweliergeschäft überfallen und Diamanten im Wert von drei Millionen Dollar erbeutet hat. Er war deswegen längere Zeit im Gefängnis. Wie es aussieht, war Doyle sein Komplize. Mickey, der nie daran gedacht hat aufzugeben, steht Katie nur wenig später mit vorgehaltener Waffe gegenüber und will wissen, wo die Diamanten versteckt seien. Als sie verzweifelt nach ihrem Mann ruft, kommt es zu einem verhängnisvollen Schusswechsel, dem beide zum Opfer fallen. Adam kann mit letzter Kraft die Worte „im Garten“ hervorbringen, die Katie nicht zuordnen kann. Ganz plötzlich ist Julia da. Katie meint, er sei es gewesen, der Leonard getötet habe, er habe dafür gesorgt, dass der alte Mann eine Medikamentenüberdosis bekommen habe, das sei ihr anhand des von ihr geführten Medikamentenbuchs klar geworden. Es sei ihm immer nur um die Diamanten gegangen, die er nach Doyles Tod nicht habe finden können. Das ist auch der Hintergrund, warum er das Haus unbedingt haben wollte. Zu Katies großer Verwunderung nimmt Julia daraufhin Mickeys Waffe an sich und bedroht Katie damit. Es ist Julia, die das alles eingefädelt und inszeniert hat. Auch wurde das plötzlich präsentierte Testament von ihr gefälscht, sie hat Katie als Erbin eingesetzt, da sie glaubte, so im Haus problemlos nach den Diamanten suchen zu können. Katie versichert Julia, dass sie nicht wisse, wo die Diamanten seien, sie wisse nur, dass Adam sie irgendwo versteckt habe. Detective Chesler taucht gerade in dem Moment auf, als Julia ihre Waffe auf Katie richtet. Chesler tötet Julia daraufhin, um Katie zu retten.
Vier Monate sind seitdem vergangen, Katie ist schwanger, Detective Chesler, die Adam in Verdacht hatte, den alten Mann getötet zu haben, teilt ihr mit, dass es keinen Grund mehr gebe zu vermuten, dass Adam irgendwie in den Fall verwickelt gewesen sei. Die Diamanten seien, obwohl man das Haus nach ihnen auf den Kopf gestellt habe, nicht gefunden worden. Katie wiederholt, dass auch sie nicht wisse, wo diese seien. Nachdem Katie den Rasensprenger angestellt hat und sich dann entfernt, weicht das Wasser die Erde auf und zum Vorschein kommen die fieberhaft gesuchten Diamanten. Adam wollte Katie mit seinen letzten Worten wissen lassen, wo sie nach den Diamanten suchen müsse: „im Garten“.

## Entstehung und Veröffentlichung
| Figur                      | Darsteller          | Deutscher Sprecher   |
| -------------------------- | ------------------- | -------------------- |
| Katie Franklin             | Camila Mendes       | Giovanna Winterfeldt |
| Adam Kettner               | Jessie T. Usher     | Wanja Gerick         |
| Julia Byron-Kim            | Jamie Chung         | Nell Pietrzyk        |
| Mickey Hayden              | Cam Gigandet        | Robert Glatzeder     |
| Detective Chesler          | Sasha Alexander     | Melanie Pukaß        |
| Leonard Wellesley          | Elliott Gould       | Roland Hemmo         |
| Detective Wilden           | Radhesh Aria        |                      |
| Charlie, Bedienungshilfe   | Nick Purcha         |                      |
| Dwight                     | Joe Costa           |                      |
| Partygirl                  | Briana Skye         |                      |
| Ray Gaskin                 | Sean Owen Roberts   |                      |
| Reggie Farrow              | Trevor Lerner       |                      |
| George Calvern             | Michael P. Northey  | Frank Ciazynski      |
| Bankmitarbeiterin          | Emma Pedersen       |                      |
| Sergeant in der Verwaltung | Stefania Indelicato |                      |
| Detective Johnson          | Garfield Wilson     | Peter Lontzek        |
| Newscaster                 | France Perras       |                      |

Der Film wurde im Zeitraum 29. April bis 28. Mai 2019 an folgenden Orten gedreht: 127 Queens Ave, New Westminster, British Columbia, Kanada (Heim von Leonard Wellesley), in Vancouver, im Smile Diner 434 W Pender St, Vancouver („Diner“, in dem Katie anfangs arbeitet), 2670 Minter St., Abbotsford, British Columbia (als Bankgebäude der Imperial Bank of Chicago) sowie in Chicago selbst, im Harbor Convention Center auf der Plaza of Nations (Büro der Rechtsanwältin Julia Byron-Kim). Der Tatort, der im Hintergrund den Glockenturm der Holy Rosary Cathedral in Vancouver zeigt, wurde auf dem Parkplatz des Restaurants Smile aufgenommen.

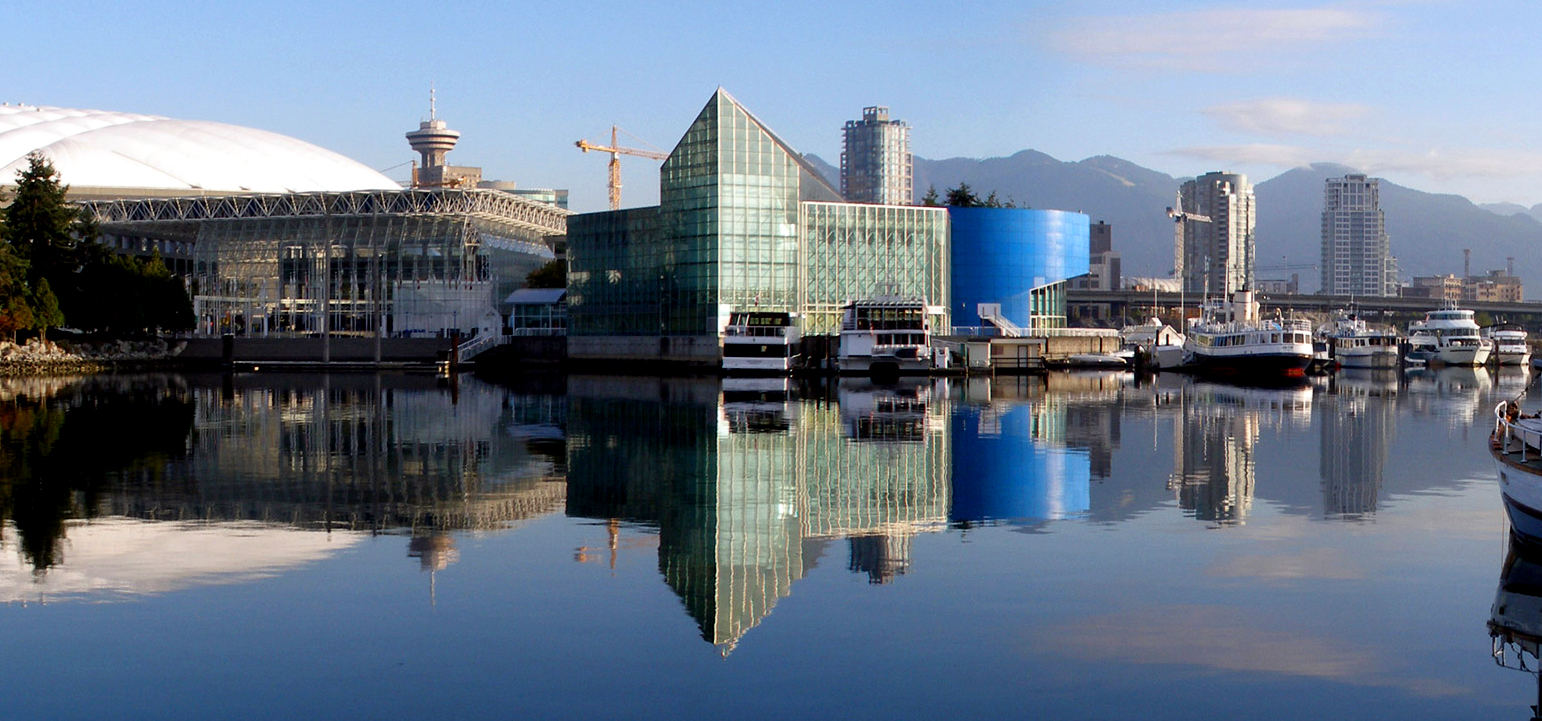
Plaza of Nations, einer der Drehorte
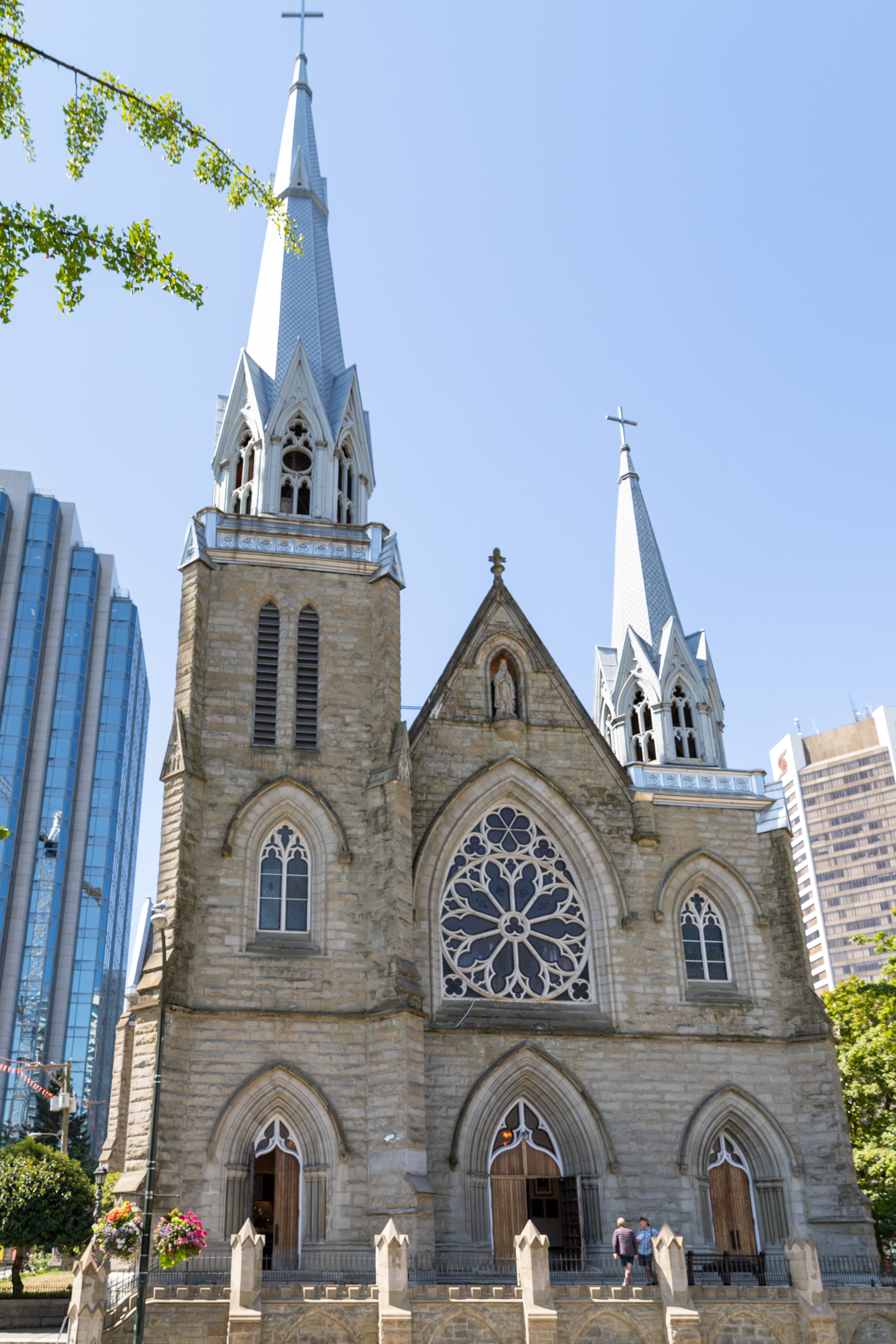
Holy Rosary Cathedral, Hintergrundbild im Film

Soundtrack
- Shape of My Mind von Corey Lerue, Frank Kadillac, Nathan Ferraro und Nathaniel Motte
  - Vortrag: Neon Dreams
- Make Up Break Up von Tim Oliver
- Get an Your Feet von Nick Evans und Jake Shillingford
- Dance My Cares Away von Victor Davies und Blaire Reinhard
- Run (B-Side) von Zanski, Vortrag ebenfalls Zanski
- Temptation Got Me von Tobi Bob Snoid und Rebecca Felicitas Josephina Kreyenberg

Die deutsche Fassung entstand bei der RRP Media UG in Berlin nach einem Dialogbuch von Thomas Maria Lehmann und unter  Dialogregie von Nicolai Tegeler. „Der Thriller um das Paar, das ein folgenschweres Erbe antritt“, war zeitweise der beliebteste „Inhalt“ des Streamingdienstes Netflix.

## Kritik
Asokan Nirmalarajah von Filmstarts gab dem Film zwei von fünf möglichen Sternen und die Wertung „lau“ und schrieb, in diesem Film verkörpere Mendes „ihre bislang mit Abstand größte Filmhauptrolle“. Der von Netflix produzierte Mystery-Thriller sehe aber „nicht nur aus wie ein konventioneller, anspruchsloser Fernsehfilm der Woche, bei dem kundige Zuschauer jede ‚überraschende‘ Wendung schon weit im Voraus erahnen“ könnten. Das sei auch so. „Aber was ohnehin viel schlimmer sei: So bieder“ habe „man Camila Mendes, sonst noch nie gesehen“. Der Film sei „ganz bewusst gemacht für Freunde melodramatischer Crime-Thriller, in denen unschuldige, naive Menschen in einen Sumpf aus Mord, Wohlstand und Verrat gezogen“ würden. Regisseur Michael M. Scott gehe „bei seiner Netflix-Produktion ganz einfach mit der derselben nüchternen Effizienz ans Werk wie bei seinen zahllosen anderen Fernsehfilmen. Als offenbar anspruchsloser Auftragsregisseur“ wundere „es nicht, dass die meisten seiner bisherigen Regiearbeiten zwischen kitschigen Weihnachtsfilmen und generischen Frauen-in-Gefahr-Thrillern pendeln“ würden. ‚Dangerous Lies‘ passe da „perfekt in dieses Oeuvre“ und „steche nur durch die leicht aufwendigere Produktion aus seinen bisherigen Werken heraus – und eben durch die namhaftere Besetzung mit Camila Mendes, ‚Independence Day: Wiederkehr‘-Star Jessie T. Usher sowie ‚M*A*S*H‘-Ikone Elliott Gould“. Fazit: „Zumindest für einen Sonntagnachmittag auf der Couch ist der anspruchslose Mystery-Film von Michael M. Scott aber passend leichte Unterhaltung.“
Lars Dolkemeyer, der eine Filmkritik für Kinozeit verfasste, meinte, „zugegeben“, gelinge es ‚Dangerous Lies‘, „die Auflösung des geheimnisvollen Netzes an Figuren und Beziehungen bis zum letzten Moment aufzusparen: Was hat es mit dem unangenehmen Immobilien-Makler auf sich, der Katie unbedingt das Haus abschwatzen möchte? Wo kommt das Bargeld her? Wer ist die Anwältin, die plötzlich mit dem Testament vor der Tür steht? Was hat das alles mit dem Überfall auf den Diner Monate vorher zu tun? Und warum tauchen ständig neue Leichen auf? Die Unübersichtlichkeit falscher Fährten entzerrt sich erst in der letzten Sequenz – doch spätestens da zeig[t]en sich auch die klaffenden Löcher in der Dichte, die ein packendes Verwirrspiel, wie ‚Dangerous Lies‘ es gerne wäre, aufweisen müsste“. Abschließend stellte Dolkemeyer fest, es gelänge der „bemühten Konstruktion von Dangerous Lies nicht, eine fesselnde Geschichte zu entwerfen“. Und weiter: „Das Handeln der Protagonist*innen nachzuvollziehen und die einzelnen Schläge gegen sie mitfühlen zu können, wird von einer narrativen Konstruktion verhindert, deren überraschende Wendungen in ihrem eigenen, künstlichen Verwirrspiel steckenbleiben.“
Nick Allen, Senior Editor bei Roger Ebert.com, stellte fest, der neue Netflix-Thriller sei für Zuschauer gemacht, um ihnen regnerische Tage zu versüßen. Verschwende man Elliott Gould in einer undankbaren Nebenrolle? Die Antwort sei: „Ja.“ Fessele der Film auf einer gewissen Ebene bis zu seiner letzten weit hergeholten Wendung. Auch da sei die Antwort: „Ja.“ Allen bestätigte dem Kameramann Ronald Richard, dass der Zuschauer sich bei seinen Aufnahmen in fähigen Händen befinde. Der Film mache allerdings nicht plausibel, wovor Katie und Adam konkret Angst haben müssten. Der Kritiker stieß sich an den vielen Handlungselementen, die vom Autor David Golden willkürlich verknüpft und gerechtfertigt worden seien. Immerhin, wenn der Film seinem Höhepunkt zustrebe, habe es sich fast gelohnt, die Antworten auf viele offene Fagen herausgefunden zu haben.
Oliver Armknecht rezensierte den Film für film-rezensionen, und meinte, im Vorfeld habe sich eigentlich alles den Film betreffend „recht vielversprechend angehört“. Man habe während des Schauens „überhaupt nicht die Zeit“ darüber nachzudenken, „ob Spannung und der Rätselfaktor stimmen“ würden, da man „viel zu sehr damit beschäftigt“ sei, „sich über den gesamten Rest zu ärgern“. Denn hier gebe es „praktisch nichts, das funktioniert oder überzeugt, die US-Produktion“ sei „einer der furchtbarsten Vertreter, die man in diesem Bereich in den letzten Monaten hat sehen müssen“. Das „erste große Manko“ seien „die Figuren“. Es scheine als bestehe zwischen den Leuten „ein inoffizieller Wettstreit, wer das Schild mit der Inschrift ‚Schau mich an, ich bin verdächtig!‘ am höchsten halten“ könne. „Damit einher“ gehe „ein Verhalten der Figuren, dem mit der Bezeichnung ‚idiotisch‘ noch geschmeichelt wäre“. Die „dringendste Frage“ des Films sei: „Wer hielt Dangerous Lies für gut genug, dass man das tatsächlich veröffentlichen muss?“ Armknecht, der dem Film drei von zehn möglichen Punkten gab, kam zu dem Ergebnis: „Der Thriller bietet zwar eine Reihe von Verdächtigen und falschen Fährten, ist aber so willkürlich und überzogen, dass die größte Gefahr von dem Film noch die ist, die eigene Laune nachhaltig zu zerstören.“
Jesús Usero bewertete den Film für Acción Tu Revista de Cine Series und war ähnlicher Meinung wie die meisten Kritiker. Usero meinte, er wette zwanzig Euro, dass die meisten Zuschauer den oder die Bösewichte im Film sehr schnell ausmachen würden. Das sei eine Frage, wie man Charaktere präsentiere und des visuellen Stils. Der Film spule die Ereignisse herunter, ohne dass etwas Neues passiere, vor allem sei dies auch im Endspurt der Fall. Wenn es überhaupt einen Grund geben sollte, sich den Film anzusehen, dann sei es der Besetzung wegen, die mehr verdiene, als das Drehbuch ihr zugestehe. Das Ende des Films sei so vorhersehbar, dass das Gelächter hervorrufe. Dies sei ein Film, den man vergesse, sobald man ihn gesehen habe.
Antonio Mendez von AlohaCriticón hingegen konnte dem Film durchaus positive Aspekte abgewinnen. Er meinte, dass Michael M. Scott gekonnt mit der Spannung umgehe, Camila Mendes ihre Rolle voll ausfülle und die Handlung durch ständige Wendungen und den Einsatz verschiedener Charaktere spiele, um nicht zu langweilen. Im letzten Abschnitt werde die Geschichte dann noch einmal vorangetrieben.
Miguel Morales von Arrobanerd.com empfahl dem Zuschauer, dass er unter der Flut der Angebote sicher etwas Besseres finden werde, dass er sich anschauen könne. Er war der Meinung, David Goldens Drehbuch flirte zu sehr mit immer wieder neuen Möglichkeiten, was dazu führe, dass der Film dann auch ein unbefriedigendes Ende liefere. Camila Mendes liefere eine durchschnittliche Leistung, habe aber durchaus das Potential es auf die Kinoleinwand zu schaffen. Gleiches gelte für ihren Kollegen Usher, der es immerhin schaffe, uns ein wenig neugierig auf die wahre Natur der von ihm gespielten Figur zu machen.
Jay Taylor von Assholes Watching Movies vertrat fast dieselbe Meinung, wie Miguel Morales, denn er schrieb Dangerous Lies, übrigens ein schrecklicher Titel, sei einer dieser Filme, die man sofort vergesse, sobald man ihn gesehen habe. Zwar sei der Film technisch kompetent und die Darbietungen ziemlich gut, die Handlung präsentiere jedoch geistlosen Eskapismus. Der Film stelle bestenfalls ein mittelmäßiges Angebot da, manchmal sei das ja gut genug.
Thomas Trierweiler zog für Leinwand Reporter folgendes Fazit: „Langweilig“ sei „das Geschehen zumindest nicht, da der Film zu flott inszeniert“ sei, „um wirklich in den Leerlaufmodus zu geraten“. Und zusammenfassend: Durch den Release bei Netflix zur aktuellen Zeit und die treue Fangemeinde von ‚Riverdale‘ wird dieser Thriller wohl durchaus sein Publikum finden. Insgesamt bleibt ‚Dangerous Lies‘ hölzern-biedere Kost auf TV-Film-Niveau, die gerade unterhaltsam genug ist, um für einen müden Sonntag auf der Couch zu funktionieren.